# Dactylorhiza serbica
Dactylorhiza serbica är en orkidéart som först beskrevs av Hans Fleischmann, och fick sitt nu gällande namn av Károly Rezsö Soó von Bere. Dactylorhiza serbica ingår i Handnyckelsläktet som ingår i familjen orkidéer. Inga underarter finns listade i Catalogue of Life.